# Список керівників держав 1049 року
Список керівників держав 1049 року — це перелік правителів країн світу 1049 року.
Список керівників держав 1048 року — 1049 рік — Список керівників держав 1050 року — Список керівників держав за роками

## Європа
- Англія:
  - Король Англії — Едуард Сповідник (1042—1066)
  - Гвікке — елдормен до 1056 — ?
  - Корнволл — граф Ґодвін ап Алурд (1010—1050)
- Балканський півострів:
  - Дукля — Михайло I (1044/1050-1077)
- Білорусь:
  - Полоцьке князівство — Всеслав Брячиславич (1044—1067)
  - Турівське князівство — Ярослав Мудрий (до 1054)
- Волзька Болгарія — Ашрафхан (1028—1061)
- Вельс:
  - Королівство Гвент — Меуріг ап Гівел ап Овейн (1045—1055)
  - Королівство Гвінед — Гріфід ап Ллівелін (1039—1063)
  - Дехейбарт — Гріфід ап Родерех (1047—1055)
  - Морганнуг — Гургант ап Ітел (1043? — 1055)
  - Королівство Повіс — Гріфід ап Ллівелін (1039—1063)
- Візантійська імперія — Костянтин IX Мономах (1042—1055)
  - Іверія (фема) — Іоанн Каравітсіот (1047—1055)
  - Неаполітанське герцогство — Сергій V (1042–1082)
- Ірландія — верховний король Доннхад мак Бріайн (1022—1063)
  - Айлех — Ніалл мак Маел Сехнайлл (1036—1061)
  - Айргіалла — Лехлобайр О'Лайдгнен (1048—1053)
  - Дублін (королівство) — Ехмарках мак Рагнайлл (1046—1052; вдруге)
  - Коннахт — Аед IV Ін Гай Бернах МакТадг (1046—1067)
  - Ленстер — Діармайт мак Майл на м-Бо (1042—1072)
  - Король Міде — Конхобар Уа Маел Сехлайнн (1030—1073)
  - Мунстер — Доннхад мак Бріайн (1025—1064)
  - Улад — Ніалл мак Еохада (1016—1063)
    - Конайлле Муйрхемне — Домналл мак Гілла Хріст (1029—1052)
- Італія:
  - Герцогство Апулія і Калабрія — Вільгельм I (1042/1043-1050)
  - Арборейський юдикат — Торхіторіо Баризон (1038—1073)
  - Венеційська республіка — дож Доменіко I Контаріні (1043—1071)
  - Кальярський юдикат — Маріано I (1016? — 1058)
  - Князівство Капуанське — Пандульф IV (1047—1050)
  - Князівство Беневентське — Пандульф III (1033–1050)
  - Герцогство Гаета — Атенульф I (1045-1062)
  - Маркграфство Монферрат — Оттоне II (1044—1084)
  - Салернське князівство — Гваймар IV (1027–1052)
  - Сполетське герцогство — до Тоскани (1043—1056)
  - Сицилійський емірат — Хасан аль-Самсам (1040—1053)
  - Маркгафство Тоскана — Боніфацій IV (1027—1052)
  - Торреський юдикат — Торхіторіо Баризон (1038—1073)
  - Принц-єпископство Тренто — Ульріх II (1027—1055)
    - Катепанат Італії — до 1050 невідомо
- Кавказ:
  - Цар Картлі, Кахетії та Абхазії Баграт IV (1027—1072)
  - Кахетинсько-Еретське царство — Гагік I (1039—1058)
- Німеччина:
  - Маркграфство Австрія — Адальберт (1018—1055)
  - Герцогство Баварія — Конрад I фон Цютфен (1049—1053)
  - Принц-єпископство Бріксен — Алтвін (1048/1049-1091)
  - Архієпископ Зальцбургу — Бальдовін (1041—1060)
  - Герцогство Каринтія — Арнольд (1025—1055)
  - Кельнське курфюрство — Герман II (1036—1056)
  - Крайна (марка) — Ульріх I (1045—1060)
  - Лужицька марка — Дедо II фон Веттін (1046—1069)
  - Архієпископ Майнца Бардо (1031—1051)
  - Маркграфство Мейсен — Вільгельм IV (1046—1062)
  - Ободрицький союз — Годеслав (1043—1066)
  - Герцогство Саксонія — Бернхард II (1011—1059)
  - Саксонська марка — Дедо II фон Веттін (1046—1075)
  - Герцогство Швабія — Оттон III (1048—1057)
- Піренейський півострів:
  - Королівство Арагон — Раміро I (1035—1063)
  - Барселонське графство — Рамон-Беренгер I (1035—1076)
  - Графство Безалу — Гільєрмо I Товстий (1020–1052)
  - Королівство Кастилія — Фернандо I (1035—1067)
  - Королівство Леон — король Леону Галісії та Астурії Фердинанд I Великий (1037—1065)
  - Альмерійська тайфа — Ман ібн Мухаммад (1044—1052)
  - Альхесіраська тайфа — Аль-Касім авль-Ватік (1048—1058)
  - Валенсійська тайфа — Абд аль-Азіз (1021—1061)
  - Аркоська тайфа — Абдун ібн Мухаммад (1029/1030-1053)
  - Гранадська тайфа — Бадіс ібн Хабус (1038—1073)
  - Денійська тайфа — Алі Ікбал ад-Даула (1044—1076)
  - Кармонська тайфа — Ісхак (1042/1043-1052/1053)
  - Лорка (тайфа) — Ман ібн Сумаді (1042—1051)
  - Малазька тайфа — Мухаммед (1047—1055)
  - Ронда (тайфа) — Абу Нур Хілал (1039/1040-1053/1054)
  - Сарагоська тайфа — Ахмад I аль-Муктадир (1046—1081)
  - Севільська тайфа — Аббад II (1042—1069)
  - Сільвес (тайфа) — Мухаммад I (1040/1041-1048); Іса II (1048—1053)
  - Толедська тайфа — Ях'я I аль-Мамун (1043—1075)
  - Тортоська тайфа — Мукатіл Сайф аль-Міла (1040—1054/1055)
  - Бадахоська тайфа — Абу Бакр (1045—1068)
  - Королівство Наварра — Гарсія III (1035—1054)
  - Графство Португалія — Мендо III Нунеш (1028—1050/1054)
- Польща — Казимир I Відновитель (1038/1039-1058)
- Скандинавія:
  - конунґ данів — Свейн II Данський (1047—1074)
  - Король Норвегії Гаральд III Суворий (1047—1066)
  - Швеція — Анунд III Якоб (1022—1050)
- Угорське князівство — король Андрій I (1046—1060)
- Україна — Київський князь Ярослав Мудрий (1019—1054)
  - Волинське князівство — Святослав Ярославич (1013—1054)
- Королівство Франція — Генріх I (1027/1031-1060)
  - Герцогство Аквітанія — Ґійом VII (1039—1058)
  - Арелатське королівство — Генріх III Чорний (1039—1056)
  - Герцогство Бар — Людовік де Скарпон (1038—1073)
  - Графство Булонь — граф Євстахій I (1033—1049); Євстахій II (1049—1088)
  - Графство Бургундія — Ренальд I (1026–1057)
  - Графство Нант — Матьє I (1037/1038-1051)
  - Герцогство Васконія — герцог Вільгельм VII (1039—1058)
  - Бретонське герцогство — Жоффруа II Мартел (1040—1060)
  - Голландія — Дірк IV (1039—1049); Флоріс I (1049—1061)
  - Ено (графство) — імовірно Реньє де Анон (1045—1048/1049); Герман (1048/1049-1051)
  - Графство Керсі — Гуго (1010—1053)
  - Графство Ла Марш — Адальберт II (1047—1088)
  - Нижня Лотарингія — Фрідріх Люксембурзький (1046—1065)
  - граф Лувену і маркграф Брюсселю Ламберт (1040/1041-1054)
  - Люксембург (графство) — Гізельберт (1047—1059)
  - Льєзьке єпископство — Теодуїн Баварський (1048—1075)
  - Графство Мен — Гуго IV (1035-1051)
  - Монбельяр (графство) — Людовик (1042—1073)
  - Монпельє (сеньйорія) — Гільйом II де Монпельє (1025—1058)
  - граф Монса Герман (1039—1051)
  - Намюр (графство) — Альберт ІІ (1018/1031—1063/1064)
  - Нормандія — Вільгельм II (1035—1087)
  - Савойське графство — Амадей I (1048—1051/1056)
  - Графство Тулуза — Понс II (1037—1060)
  - Урхельське графство — Ерменгол III (1038—1065)
  - Фландрія — Балдуїн V (1035—1067)
  - Графство Фуа — Роже I де Фуа (1036/1038-1064)
- Хорватія — Степан I (1030—1058)
- Чехія — князь Бржетислав I (1034—1055)
- Шотландія:
  - Король Шотландії Макбет (1040—1057)
  - Стратклайд — Макбет (1040—1057)
- Святий Престол; Папська держава — папа римський Лев IX (1049—1054)
- Вселенський патріарх — Михайло Кіруларій (1043—1059)
  - Тбіліський емірат — Мансур II (1046—1054)

## Азія
- Близький Схід:
  - Фатіміди — Мустансир (1036—1094)
  - Багдадський халіфат — Аль-Каїм (1031—1075)
  - Шаріфат Мекки — Шукр ул-Дін (1039—1061)
  - Наджахіди — Насір аль-Муайяд ад-Дін Наджах (1022—1050/1060)
  - Дербентський емірат — аль-Мансур II (1043—1054)
  - Сельджуцька імперія — Тогрул-бек (1037/1038—1063)
  - Зіяриди — Кекавус (1043—1087)
  - Сулагіди — Алі ас-Сулагі (1047—1066)
  - Держава Ширваншахів — Кубад ібн Язід (1043—1049); Бухт Нассар Алі ібн Ахмад ібн Язід (1049—1050)
- Візантія:
  - Васпуракан (фема) — Аарон Болгарин (1047—1049); Григорій Магіст (1049—1054)
  - Мелітена (фема) — Лев Лаброс (1043—1050)
- Карське царство — Гагік (1029—1065)
- Сюнікське царство — Смбат II Ашотян (1040—1051)
- Ташир-Дзорагетська держава — Гурген II (Кюріке II; 1048—1089)
- Династія Лі — Лі Тхай Тонг (1028—1054)
- Індія:
  - магараджахіраджа Гаріяни Кумарапаладева (1019—1051)
  - Гуджарадеша — Бгіма I (1022—1063/1064)
  - Династія Какатіїв — Бета I (1000—1030/1050); Прола I (1030/1050–1075/1076)
  - Камарупа — Дхарма Пала (1035—1050)
  - самраат Кашмірської держави (Династія Лохара) — Анантадева (1028—1063)
  - Мевар (князівство) — Амрапрасада (1034?—1050?)
  - Імперія Пала — Наяпала (1038—1055)
  - Держава Пандья — підкорено Чолою до 1190
  - Парамара — Бходжа Парамара (1010—1055)
  - Династія Тхакурі — Віджаякамадева I (1040—1059)
  - Саканбарі — нріпа Чамундараджа Чаухан (1040—1055)
  - Династія Сеунів — Бхілама IV (1045—1060)
  - Держава Хойсалів — Хойсала Вінаядітья (1047—1098)
  - Західні Чалук'ї — Сомешвара I (1042/1043—1068)
  - Східні Чалук'ї — Раджараджа Нарендра (1019—1061)
  - Чандела — магараджа Джеджа-Бхукті Віджаяпала (1035—1050)
  - магараджа держави Чеді й Дагали — Лакшмікарна (1041—1073)
  - Чола — Раджадхіраджа Чола I (1044—1054)
- Індонезія:
  - Кедірі (королівство) — Шрі Самаравіяй (1042—1051)
  - Матарам — Аірланга (1019—1045/1049)
  - Сунда — Дхармарджа (1042—1064)
  - Шривіджая — Самара Віджаятунггаварман (1044—1077)
- Китай:
  - Далі — до 1081 невідомо
  - ідикут Кучі — до 1126 — невідомі
  - Династія Ляо — Єлюй Цзунчжень (1031—1055)
  - Династія Сун — Чжао Чжень (1022—1063)
  - Західна Ся — Лі Лянцзо (1048—1068)
- Корея:
  - Корьо — Мунджон (1046—1083)
- Паганське царство — король Анората (1044—1077)
- Татон — Мануха (1032/1035—1057)
- Персія і Середня Азія:
  - Баванди — до 1057 невідомо
  - Буїди — Абу Мансур Фулад Сутун (1048—1051)
  - Газневіди — Маудуді (1041—1048/1049); Масуд II (1949);  Алі (1949-1950)
  - Какуїди — Фарамурз (1041—1070)
  - Західнокараханідське ханство — Ібрагім Тамгач-хан (1040—1068)
  - Керманський султанат — Кавурд-бек (1043/1048-1073)
  - Раввадіди — Вахсудан Абу Мансур (1020—1059)
  - Саларіди — Марзубан II ібн Ісмаїл (979? — до 1050)
  - Шеддадіди — Алі Лашкарі II (1034—1049); Абу-ль-Асвар Шавур I (1049—1067)
- Кхмерська імперія — Сур'яварман I (1011?-1050)
- Сінгханаваті — Пхромкуман (1029—1089)
- Середня Азія:
  - Східнокараханідське ханство — Сулейман II Арслан-хан (1040—1056)
- Японія — Імператор Ґо-Рейдзей (1045—1068)

## Африка
- Альморавіди — Абдаллах ібн Ясін (1039/1040-1058/1059)
- Берегвати — ?
- Зіріди — Аль-Муїзз ібн Бадіс (1016—1062)
- Канем (імперія) — Бозаджі (1035?—1067)
- Кілва (султанат) — Алі ібн Дауд I (1023—1083)
- Макурія — до 1077 невідомо
- Нрі — Езе Нрі Іфікуанім (1043—1089/1090)
- Сіджильмаський емірат — Масуд ібн Ванудін (1020—1053)
- Фатіміди — Мустансир (1036—1094)
- Феський емірат — Абу Аттаф Дунас (1041—1060)
- Хаммадіди — Каїд ібн Хаммад (1028—1054)
- Королівство Шоа — королева Бадіт (? — 1063)

## Північна Америка
- Маяпанська ліга — Почек-Іш-Цой (1047 — ?)